# Giacomo II Crispo
Giacomo II Crispo (1426-1447) fue duque de Naxos desde 1437 hasta 1447.
Sucedió a su padre Giovanni II Crispo. Su hijo póstumo, Gian Giacomo Crispo lo sucedió. La regencia fue asegurada por los tíos de Giacomo II, Niccolò y luego Guglielmo II Crispo.

## Orígenes
La familia Crispo probablemente provenía de Verona. Francesco I Crispo, el fundador de la dinastía era señor de Milo, por tanto vasallo del duque de Naxos y su pariente por matrimonio, ya que se había casado con una nieta del duque Guglielmo I Sanudo. Se apoderó del trono de Naxos después de haber asesinado al legítimo duque Niccolò III dalle Carceri. Su hijo Giacomo I Crispo acentuó su legitimidad al casarse también con un miembro de la familia Sanudo: Fiorenza Sommaripa, nieta de la duquesa homónima Fiorenza Sanudo y del duque por matrimonio Nicolás Sanudo Spezzabanda. Al final de su reinado, Giacomo partió a Occidente para intentar recaudar fondos para la defensa de su ducado, que estaba en primera línea contra la amenaza otomana. Murió en Ferrara en el otoño de 1418. Solo había tenido dos hijas y la familia Crispo había decidido aplicar la ley sálica. Por tanto, fue su hermano Giovanni II Crispo, señor de Milo y Kímolos, quien le sucedió, luego el ducado pasó al hijo de Giovanni: Giacomo II.
Giacomo se casó dos veces: primero con su prima hermana, un miembro de la familia Zeno, después con Ginevra Gattilusio.

## Biografía
A la muerte en 1437 del señor de Andros, Andrea Zeno, Giacomo II y sus guardianes buscaron reclamar la isla obligando a la viuda de Zeno a darle a su hija (muy joven) como prometida; sin embargo, Andros fue confiscado por Venecia y finalmente atribuido en 1440 a Crusino I Sommaripa, después de un juicio.
Giacomo había encontrado un poderoso aliado: los caballeros hospitalarios de Rodas, a quienes invitó a crear una comandancia en Naxos. A partir de 1440, un contingente de caballeros y galeras de la orden se apostaron permanentemente en la isla.
Cuando Giacomo II murió en 1447, surgió el problema de su sucesión. Se había casado con Ginevra Gattilusio, entonces embarazada. Venecia y Occidente no podían permitirse la presencia de un duque demasiado débil en uno de los últimos estados de la cristiandad contra los otomanos. Nació un hijo Gian Giacomo Crispo que dio lugar a una regencia de los hermanos de Giacomo II.